# Larnax dilloniana
Larnax dilloniana är en potatisväxtart som beskrevs av S. Leiva Gonzalez, V. Quipuscoa Silvestre och N. W. Sawyer. Larnax dilloniana ingår i släktet Larnax och familjen potatisväxter. Inga underarter finns listade i Catalogue of Life.